# Bertrand Cohen
Pour les articles homonymes, voir Cohen.
Bertrand Cohen est un producteur de fiction française. Il anime Terence Films avec Stéphane Meunier.

## Biographie
En 1994, après des études à l'Université Paris IX Dauphine et à l’École des hautes études en sciences de l’information et de la communication (CELSA), Bertrand Cohen a intégré la direction marketing de TF1 en tant que chargé d’études.
Se dirigeant rapidement vers la production il restera 6 ans dans le même groupe, entre AB Productions, JLA Productions et Hamster Productions. Il participa plusieurs fois au Club Dorothée : d'abord en faisant une apparition lors des vacances de noël 1995 puis de manière récurrente à partir de janvier 1997 en jouant "l'innocente victime" le mercredi matin puis lors des vacances d'été.
Il y produit 3 séries (Les Vacances de l'amour, 110 x 52 min pour TF1, Le Groupe, 68 x 26 min pour France 2, Noémie 20 ans, 6 x 52 min pour TF1), et se dirige vers la direction littéraire et de la sélection de projets pour la direction générale.
En 2002, il rejoint StudioExpand, travaillant pour la holding dans un premier temps, puis pour Expand Drama et pour Adventure Line Productions (ALP). 
Entre 2002 et 2005, il se concentre sur le développement et le suivi littéraire de projets de fiction. Ainsi, il écrit et produit 100 dangers, sans danger, un programme court de prime pour TF1 (2003 et 2004), puis coécrit la bible de Ma Terminale (25 x 26 min, octobre 2004 sur M6) dont il est le producteur exécutif.
Avec ALP et Stéphane Meunier ils apprennent une manière nouvelle d’aborder la fiction dans laquelle ils mixent l’univers de la fiction et celui du réel. La forme et le fond se nourrissent mutuellement. 
Terence Films voit le jour en 2005, Bertrand Cohen en est le producteur et président depuis 2009. En 2005, Terence Films produit le film 2013, la fin du pétrole (réalisation Stéphane Meunier, avec Hippolyte Girardot), diffusé dans le cadre de l’émission politique C’est déjà demain.
Depuis, Terence Films a produit 5 saisons de Foudre, une fiction familiale qui a reçu le prix du meilleur programme jeunesse au Festival de la Fiction TV de La Rochelle en 2008. Terence Films a aussi livré en 2008 Fortunes, un film de 90 minutes pour Arte et France 2, qui a reçu le prix Genève du meilleur premier script de fiction au Prix Europa de Berlin 2008, ainsi que le prix du meilleur film francophone TV5Monde au festival International Cinéma Tous Ecrans de Genève 2008. La diffusion de Fortunes le 19 décembre 2008 sur Arte a réuni près d'un million de téléspectateurs. 
Fort de ce succès, le tournage de la série Fortunes (8 x 52 min) s'est déroulé entre juin et octobre 2009 à Tours puis au Liban. La diffusion de la série eut lieu en avril 2011 sur Arte.
Bertrand Cohen est l'un des créateurs de la série Cut !, diffusée sur France Ô à partir du 30 septembre 2013. Il est aussi l'un des producteurs de la série qui compte 70 épisodes de 26 minutes, coproduite par Terence Films et ALP. L'accueil par la critique est positif, louant l'originalité et les innovations de cette fiction familiale.

## Télévision
- 1995-1996 : Club Dorothée (le surfer Washa)
- 1997 : Club Dorothée (L'innocente victime)

## Productions
- 1996-2007 : Les Vacances de l'amour, TF1
- 2000-2001 : Noémie 20 ans, France 2
- 2001 : Le Groupe, France 2
- 2003-2004 : 100 dangers, sans dangers, TF1
- 2004 : Ma Terminale, M6
- 2005 : 2013 la fin du pétrole, Canal+
- 2006-2011 : Foudre (saisons 1 à 5), France 2
- 2006-2009 : Brother and Brother, Canal+
- 2008 : Fortunes le téléfilm, Arte
- 2010 : Fortunes, la série, Arte
- 2013 : Cut !, France Ô